# Église Notre-Dame de Houeillès
L'église Notre-Dame est une église catholique située sur le territoire de la commune d'Houeillès, en France

## Localisation
L'église est située dans le département français de Lot-et-Garonne, à Houeillès.

## Historique
L'église a été construite au XIIIe siècle. Elle a été fortifiée pour assurer la défense des villageois en cas de conflit. Le clocher ressemble à un donjon.
L'église a subi des dégâts pendant la guerre de Cent Ans. Elle est voûtée au XVIe siècle.
L'église est inscrite au titre des monuments historiques le 30 décembre 1925.

## Description
Georges Tholin a donné la description suivante de l'église :
Le clocher carré à la base, octogone au sommet est appliqué sur la façade occidentale. Une tourelle à pans coupés, renfermant l’escalier, est accolé à l’angle N.O. Le rez-de-chaussée forme un porche, renfermant l’escalier. La porte extérieure, sous style, est défendue par trois mâchicoulis qui surplombent. La porte qui s’ouvre dans la nef est à plein cintre à plusieurs retraites. Le dernier rang de claveaux est orné de pointes de diamant.
La nef n’est qu’une grande salle partagée entre quatre travées carrées. Trois fenêtres hautes, mais à l’embrasure étroite, on pourrait dire trois archères, sont ménagées dans le chevet plat. Elles ont pour amortissement un linteau, porté de droite et de gauche par des consoles en quart de cercle. Ce couronnement est tout pareil à celui qui était employé dans les meurtrières des châteaux de l’époque. Six autres fenêtres ouvertes à une grande hauteur dans la nef, ont le même caractère, mais leur amortissement est rectangulaire. Les trois baies du sanctuaire sont couronnées par une rosace. D’autres fenêtres plus larges, ouvertes plus bas, remontent sans doute au XVe siècle ou au XVIe siècle, époque où l’on a recouvert de voûte en étoile les travées de la nef.